# Revue médicale suisse
La Revue médicale suisse (Rev. med. suisse ou RMS) est une publication spécialisée hebdomadaire d'expression de langue française destinée à la formation continue des praticiens.

## Description
Publiée pour la première fois le 5 janvier 2005, la Revue médicale suisse naît de la fusion de la Revue médicale de la Suisse romande et de Médecine & hygiène,.
Répertoriée sous l'abréviation « Rev Med Suisse » dans l’Index Medicus, les articles de la Revue médicale suisse sont indexés dans MEDLINE, leurs références sont consultables par PubMed. Son facteur d'impact est encore en cours d'évaluation par ISI Thomson Reuters,.
La Revue médicale suisse publie également des livres médicaux, sous l'intitulé « RMS éditions ».